# 包为民
包为民（1960年3月—）原籍浙江省镇海县，生于黑龙江省哈尔滨。制导与控制专家，中国科学院院士，中国航天科技集团科技委主任。

## 生平
1982年8月，毕业于西北电讯工程学院电子工程系信息处理专业。他是中国航天运载器总体及控制系统领域的学术带头人，国家重点工程的总设计师。2005年，当选为中国科学院院士。2018年1月，当选第十三届全国政协委员。2021年5月30日，当选中国科学技术协会第十届全国委员会副主席。